# Syřenov
Syřenov település Csehországban, Semilyi járásban. Syřenov Bradlecká Lhota, Nová Ves nad Popelkou, Lomnice nad Popelkou, Radim, Soběraz, Stará Paka és Úbislavice településekkel határos. Lakosainak száma 231 fő (2024. január 1.).

## Népesség
A település lakosságának változását az alábbi diagram mutatja:
| Lakosok száma | 663  | 632  | 514  | 391  | 251  | 204  | 205  | 216  | 229  | 231  |
|               | 1869 | 1890 | 1921 | 1950 | 1980 | 2001 | 2017 | 2019 | 2022 | 2024 |